# حريب (مأرب)

تعديل مصدري - تعديل

حريب  هي مدينة يمنية تتبع محافظة مأرب، بلغ تعداد سكانها 8650 نسمة حسب الإحصاء الذي أجري عام 2004.